# Али Абдель Азиз аль-Исави
Али Абдель Азиз аль-Исави (араб.  علي عبد العزيز العيساوي‎) (родился в 1966 году) — ливийский политик, министр экономики Высшего народного комитета Ливии с января 2007 года по март 2011 года, затем, перешев на сторону оппозиции, заместитель премьер-министра ПНС Ливии с 23 марта по 8 августа 2011 года. Самый молодой ливийский министр. В 2006 году основал Центр по развитию экспорта Ливии и возглавил его. Начал свою карьеру сотрудником ливийского МИДа в 2005 году.
28 ноября 2011 года его обвинили в том, что он убил генерала Абделя Фатаха Юниса, аль-Исави обвинения отвергает.